# Coppa Europa dei 10000 metri 2021
La Coppa Europa dei 10000 metri 2021 (2021 European 10000m Cup) si è svolta il 5 giugno a Birmingham, in Inghilterra.

## Medagliati

### Uomini
| Specialità     | Oro                                            | Prestazione | Argento                                         | Prestazione | Bronzo                                            | Prestazione |
| 10 000 m       | Morhad Amdouni                                 | 27'23"39    | Bashir Abdi                                     | 27'24"41    | Carlos Mayo                                       | 27'25"00    |
| Gara a squadre | Francia Morhad Amdouni Yann Schrub Mehdi Frère | 1h23'16"93  | Gran Bretagna Marc Scott Mo Farah Emile Cairess | 1h23'33"77  | Spagna Carlos Mayo Jesús Ramos Juan Antonio Pérez | 1h23'42"64  |

### Donne
| Specialità     | Oro                                                        | Prestazione | Argento                                          | Prestazione | Bronzo                                                 | Prestazione |
| 10 000 m       | Eilish McColgan                                            | 31'19"35    | Selamawit Teferi                                 | 31'19"50    | Jessica Judd                                           | 31'20"96    |
| Gara a squadre | Gran Bretagna Eilish McColgan Jessica Judd Verity Ockenden | 1h34'24"01  | Italia Giovanna Epis Anna Arnaudo Rebecca Lonedo | 1h37'35"06  | Polonia Angelika Mach Anna Bańkowska Iwona Bernardelli | 1h38'26"05  |

## Medagliere
| Posizione | Paese         | Oro | Argento | Bronzo | Totale |
| --------- | ------------- | --- | ------- | ------ | ------ |
| 1         | Gran Bretagna | 2   | 1       | 1      | 4      |
| 2         | Francia       | 2   | 0       | 0      | 2      |
| 3         | Italia        | 0   | 1       | 0      | 1      |
| 3         | Belgio        | 0   | 1       | 0      | 1      |
| 3         | Israele       | 0   | 1       | 0      | 1      |
| 6         | Spagna        | 0   | 0       | 2      | 2      |
| 7         | Polonia       | 0   | 0       | 1      | 1      |
| Totale    | Totale        | 4   | 4       | 4      | 12     |